# قاعدة ديراب الجوية
قاعدة ديراب الجوية هي قاعدة جوية تابعة للحرس الوطني السعودي تقع جنوب غرب الرياض، محافظة الرياض، المملكة العربية السعودية. افتتحها الأمير عبد الله بن بندر بن عبد العزيز وزير الحرس الوطني يوم 19 يناير 2022.
القاعدة هي موقع مركز التميز ولواء التدريب على الطيران.